# عبد المجيد العنزي
عبد المجيد صالح معيض العنزي، لاعب كرة قدم سعودي، يلعب في نادي العين.

## مسيرة اللاعب
بدأ من براعم نادي الوطني وانضم لمنتخب الناشئين انتقل لنادي النصر انتقال حر في أكتوبر 2020 م وتم إلغاء انتقاله إلى النصر وفق النظام وإعادته لناديه السابق الوطني عقب شكوى ناديه السابق و انتقل لاحقاً إلى نادي الشباب في صيف 2021 وانتقل إلى نادي العين في عام 2024.